# Black Clover: La spada dell'imperatore magico
Black Clover: La spada dell'imperatore magico (ブラッククローバー 魔法帝の剣?, Burakku Kurōbā: Mahōtei no ken) è un film d'animazione giapponese diretto da Ayataka Tanemura e prodotto da Pierrot. Basato sulla serie manga shōnen Black Clover di Yūki Tabata, il film è stato distribuito nelle sale giapponesi da Shochiku il 16 giugno 2023. Ha ricevuto un'uscita in streaming internazionale su Netflix lo stesso giorno.

## Trama
Asta, un ragazzo nato senza magia in un mondo in cui la magia è tutto, e il suo rivale Yuno, un mago geniale scelto dal leggendario Grimorio a 4 foglie, hanno combattuto insieme una serie di potenti nemici per dimostrare il loro potere oltre le avversità e puntare al titolo di  "Imperatore Magico".
Conrad Leto, l'ex Imperatore Magico, predecessore di Julius Novachrono, un tempo si guadagnò il rispetto del popolo del Regno di Clover. Tuttavia, si rivoltò inaspettatamente contro il regno e fu successivamente sigillato dallo stesso Julius. Ora, Conrad è riemerso e brandisce la "Spada Imperiale" e cerca di distruggere il Regno di Clover e portare avanti una nuova era in cui l'uguaglianza prevalga distruggendo tutti e facendo rivivere solo coloro che considera meritevoli di un posto nella società che ha immaginato.
Usa il potere della spada per far rivivere tre re maghi del passato: Edward Avalaché, Princia Funnybunny e Jester Garandaros, che condividono la sua stessa visione, al fine di raggiungere il suo obiettivo.

## Produzione e distribuzione
Un adattamento cinematografico anime di Black Clover è stato annunciato su Weekly Shōnen Jump nel marzo 2021. Il 13 marzo 2022, nel numero 15 di Weekly Shōnen Jump, è stato annunciato che il film anime uscirà nel 2023 con Yūki Tabata come supervisore capo e character designer originale. Nell'ottobre 2022, è stato annunciato che il film avrebbe visto il ritorno dello staff e del cast della serie televisiva, con Ayataka Tanemura alla regia, Pierrot che ha prodotto l'animazione, Johnny Onda e Ai Orii che hanno scritto le sceneggiature e Itsuko Takeda che ha disegnato i personaggi. Il film doveva inizialmente uscire contemporaneamente nelle sale giapponesi da Shochiku e in digitale su Netflix a livello internazionale il 31 marzo 2023, ma è stato successivamente posticipato al 16 giugno dello stesso anno a causa della pandemia di COVID-19 che ne ha influenzato la produzione.
Il 29 aprile, l'account Twitter ufficiale del film ha annunciato che la produzione del film è stata completata.
Nel marzo 2021, una key visual con Asta è stata pubblicata attraverso l'account Twitter ufficiale, con ulteriori dettagli che verranno rivelati in un secondo momento. Nel dicembre 2021, all'evento Jump Festa '22 di Shūeisha, è stata pubblicata una nuova key visual per il film anime, questa volta con Yuno. Nel marzo 2022, un breve video promozionale di 30 secondi per il film anime è stato trasmesso in streaming sul canale YouTube ufficiale di Jump Comics.

### Musica
Nell'ottobre 2022, è stato rivelato che Minako Seki avrebbe composto la musica per il film anime. Il 17 dicembre 2022, in occasione dell'evento Jump Festa '23 di Shūeisha, un nuovo trailer del film è stato trasmesso in streaming sui canali YouTube di Shonen Jump con una versione sottotitolata in inglese trasmessa in streaming sul canale YouTube di Netflix. Il breve trailer ha rivelato e anticipato la sigla del film di prossima uscita "Here I Stand" di Treasure.
Un singolo album che include la sigla del film "Here I Stand" e la versione Ballad della 13th Ending OST per l'anime televisivo, Beautiful; intitolato Here I stand è stato distribuito il 29 marzo 2023. Nella sua settimana di debutto, l'album si è classificato al 2º posto nella classifica settimanale dei singoli di Oricon e ha venduto 235.347 copie nella sua settimana di debutto generando 464,4 milioni di yen (circa 3,51 milioni di dollari).
La canzone si è anche classificata al 1º posto nella classifica settimanale di Japan Billboard e Line Music nella sua settimana di debutto.

### Romanzo
Il 10 aprile 2023 sono stati annunciati due romanzi della serie.

## Accoglienza
Il film è uscito su Netflix il 16 giugno; dal 16 giugno al 18 giugno il film ha ottenuto 6,4 milioni di visualizzazioni ed è stato il 2° film non in inglese più visto sulla piattaforma quella settimana dal 19 al 25 giugno il film ha guadagnato altri 4,1 milioni di visualizzazioni ed è stato il 3° film non in inglese più visto sulla piattaforma quella settimana; dal 26 giugno al 2 luglio il film ha ottenuto altri 1,2 milioni di visualizzazioni ed è stato l'ottavo film non in inglese più visto sulla piattaforma quella settimana.
Su Rotten Tomatoes, il film ha ricevuto una valutazione critica dell'86% basata su sette recensioni con un punteggio medio di 5,8/10.